# 포셰트

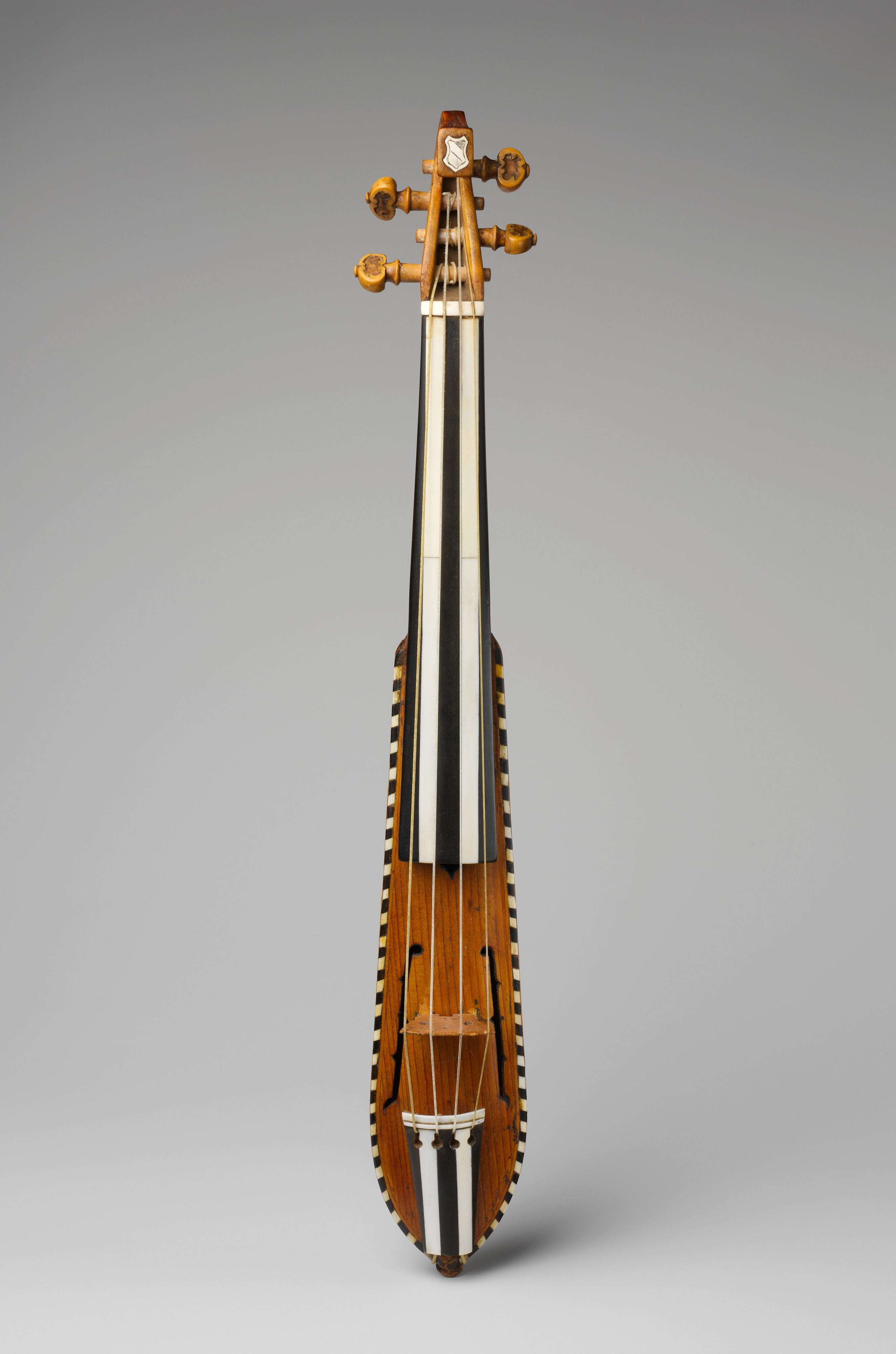
장식된 포셰트

포셰트(프랑스어: pochette)는 작은 현악기인 찰현악기의 일종이다. 주머니에 들어갈 정도로 작게 설계된 바이올린 모양의 악기이며, 따라서 프랑스어로 '작은 주머니'를 의미하는 "포셰트"라는 이름이 붙었다.
포켓 피들이라고도 알려진 이 악기는 왕실과 귀족 가문의 춤 교사들과 거리 음악가들이 약 15세기부터 19세기까지 사용했으며, 특히 1800년대에 인기를 얻었다. 이전에는 레베크가 비슷한 방식으로 사용되었으며, 일부 현대 포셰트는 바이올린족이 아닌 레베크에서 유래하기도 한다.
흔한 오해는 포셰트가 어린이를 위한 것이라고 생각하는 것이지만, 실제로는 성인을 위해 고안되었다. 작은 크기 덕분에 더 큰 바이올린을 휴대하기 너무 번거롭거나 소유하기 너무 비싼 곳에서 사용할 수 있었다. 악기의 몸통은 매우 작지만, 지판은 악기 전체 크기에 비해 길게 만들어져 악기의 멜로디 음역을 최대한 보존한다. 포셰트는 다양한 모양으로 나오는데, 좁은 보트 모양의 '사르디노'가 배 모양과 함께 가장 흔한 형태 중 하나이다. 바이올린 모양의 포셰트는 '키트 바이올린' 또는 단순히 '키트'라고 불린다.

## 어원
트리셰는 포셰트의 가죽 휴대 케이스를 포셰라고 묘사했다고 한다. 마찬가지로 마랭 메르센은 포셰트 연주자들(예: 떠돌이 악사나 춤 교사들)이 악기를 주머니에 휴대하는 것이 흔했다고 기록했다. "키트"라는 단어는 "포켓"이라는 단어의 약어 "-cket"에서 유래하여 나중에 "kit"이 되었을 가능성이 있다. 다른 설로는 시턴(그리스어: κιθάρα)의 변형일 수 있다. "Kit"이라는 단어는 16세기 전반 잉글랜드에서 처음 사용된 것으로 추정되며, c. 1517년 인터루드 오브 더 포 엘리먼츠(Interlude of the Four Elements)에 언급되었다. "키트"라는 단어가 원래 당시 잉글랜드에서 같은 방식으로 사용된 작은 레베크를 지칭했을 수 있지만, 레베크를 대체하면서 나중에 바이올린 모양의 포셰트를 지칭하게 된 것으로 보인다.

## 역사
18세기에는 많은 피들 연주자들이 휴대성 때문에 포셰트를 사용했다. 포셰트 또는 포켓 피들은 무용 교사들이 춤을 출 때뿐만 아니라 가르칠 때도 사용했다.
위대한 루시어 안토니오 스트라디바리는 그의 경력에서 몇 개의 포셰트를 만든 것으로 알려져 있으며, 현대까지 살아남은 것은 두 개가 알려져 있다. 하나는 상태가 좋지 않을 가능성이 있고, 다른 하나는 파리국립고등음악무용원 박물관에 전시되어 있다.

## 소리
포셰트는 보통 바이올린보다 옥타브 높게 조율되는 경향이 있다. 특히 세 줄 변형은 가장 높게 조율되는 경향이 있다.
클라우디오 몬테베르디는 1607년 오페라 오르페오의 아리아 "Ecco pur ch'a voi ritorno"에서 포셰트의 "지저귀는" 소리를 사용하여 새 소리를 표현했다. 오페라에서는 이 악기를 violini piccoli alla francese ("작은 프랑스 바이올린")라고 부른다.
역사적 악기 제작자 및 복원가 펠로우십(Fellowship of Makers and Restorers of Historical Instruments)는 버팀막대가 있더라도 바이올린이 포셰트의 소리를 충분히 모방할 수 없으므로 둘을 같은 악기로 간주할 수 없다고 밝혔다.

## 저명한 연주자
- 닐 고우는 포셰트를 연주했던 것으로 알려져 있으며, 인버에 있는 집에서 블레어 성까지 걸어갈 때마다 하나를 주머니에 가지고 다녔다고 한다. 블레어 성에서 일했다.
- 토머스 제퍼슨은 적어도 두 개의 포셰트를 소유했다.

## 디자인
궁정 연회와 춤의 필수적인 요소였기 때문에, 포셰트는 종종 이국적인 목재, 거북 등껍질 또는 상아와 같은 값비싼 재료로 만들어졌으며, 정교한 조각으로 장식되기도 했다.
배 모양의 포셰트는 사르디노(독일에서는 탄츠마이스터가이게)라고 불리며, 바이올린 모양의 포셰트는 키트라고 불린다.
일반적으로 포셰트는 다른 찰현악기에 비해 전체 크기 대비 몸통이 더 좁고 넥이 더 길다. 프렛이 없는 경우가 많으며, 줄은 네 개 또는 세 개이다. 또한 종종 뚜렷하게 솟아오르고 아치형인 뒷면을 가지고 있다. 포셰트는 넥이 단순히 몸통에 부착된 것이 아니라 몸통의 연장선이라는 점에서 나머지 바이올린족과 구별된다.
역사적 악기 제작자 및 복원가 펠로우십는 포셰트의 줄이 ten 인치 (25 cm)보다 길어서는 안 된다고 밝혔다.

## 연주법
작은 크기 때문에 포셰트는 바이올린처럼 턱이나 어깨에 받쳐 연주할 수 없으며, 대신 가슴에 대거나 위팔을 따라 잡고 짧은 활로 연주한다.

## 갤러리
- 레베크와 "보트 모양" 사르디노 포셰트
- 포셰트
- 영국 런던의 호니먼 박물관에 있는 두 개의 포셰트(왼쪽은 사르디노, 오른쪽은 키트)
- 소위 "배 모양" 포셰트 두 개

## 같이 보기
- 피들
- 비올리노 피콜로
- 류트
- 케멘체

## 더 읽어보기
- Möller, Max (1957). “A Few Notes on the Pochette, The "Dancing Master's Kit"”. 《Violins and Violinists' Magazine》. 18–19권 (W. Lewis). 102-쪽. 2020년 3월 4일에 확인함.